# Walid Amri
Pour les articles homonymes, voir Amri.
Walid Amri, né le 8 mai 1977 à Tunis, est un poète tunisien.
Il fait ses débuts dans la peinture en 2012 et expose ses œuvres dans la galerie Saatchi Art basée à Los Angeles.
Il travaille par ailleurs au sein d'une banque privée à Dubaï.
En février 2024, il remporte le prix Ahmed-Baba pour son roman Les Papillons de Lampedusa, roman qui revient sur le naufrage du 3 octobre 2013 à Lampedusa.

## Publications
- Poèmes en liberté, Paris, L'Harmattan, coll. « Poètes des cinq continents », 2002, 152 p. (ISBN 2-7475-2687-9).
- Sudalterne suivi de La Louve lovée, Paris, L'Harmattan, coll. « Poètes des cinq continents - Espace expérimental », 2006, 140 p. (ISBN 2-296-01610-3, lire en ligne).
- Sol, Paris, L'Harmattan, coll. « Poètes des cinq continents », 2010, 92 p. (ISBN 978-2-296-12392-2).
- Parole Silex, Paris, L'Harmattan, coll. « Poètes des cinq continents », 2012, 92 p. (ISBN 978-2-336-00452-5, lire en ligne).
- Sud Exsudant, Paris, L'Harmattan, coll. « Poètes des cinq continents », 2015, 80 p. (ISBN 978-2-343-07570-9).
- Poèmes fractals, Paris, L'Harmattan, coll. « Poètes des cinq continents », 2016, 102 p. (ISBN 978-2-343-09838-8, lire en ligne).
- Calcium, Paris, Librinova, 2021, 275 p. (ISBN 979-1026270171)[4].
- Les Papillons de Lampedusa, Paris, L'Harmattan, coll. « Lettres du monde arabe », 2023, 230 p. (ISBN 978-2-14-049222-8, lire en ligne).